# Erec et Enide
Erec et Enide (dt. Erec) von Chrétien de Troyes ist eine Verserzählung der Artusepik, entstanden um 1160.
Erec et Enide umfasst ca. 7000 Verse und ist Chrétiens erster Artus-Roman, basierend auf der Artussage keltischen Ursprungs auf der historischen Folie der Kämpfe zwischen den Kelten und den sächsischen Eroberern. Der Stoff wurde kurz darauf von Hartmann von Aue im gleichnamigen Erec adaptiert und entfaltete so seine europäische Wirkung. Erec et Enide erzählt die Geschichte des Artusritters Erec, der in seiner ersten aventure seine Frau Enide freit (→ Sperberkampf) und mit dieser dann pflichtvergessen lebt. Erst in einer zweiten aventure erobert sich Erec das Recht, an der Tafel Artus’ sitzen zu dürfen, zurück.